# 長谷川るい
長谷川 るい（はせがわ るい、11月5日 - ）は、日本の元AV女優。ティーパワーズ所属。

## 略歴
広島県出身。
2015年2月、アダルトビデオメーカー・プレステージの専属女優としてAVデビュー。
2016年12月1日、恵比寿★マスカッツに3期生として加入したが、2017年6月28日同グループを卒業。
2018年3月15日、自身のTwitterで4月末に引退すると発表。
2018年5月1日、自身のTwitterとブログを閉鎖。

## 作品

### アダルトビデオ
※メーカーは全作品「プレステージ」
2015
- 新・素人娘、お貸しします。 VOL.30（2月20日）
- (素)シロウトTV × PREMIUM 18（3月20日）
- 一泊二日、美少女完全予約制。 第二章 〜長谷川るいの場合〜（3月20日）
- 長谷川るいがご奉仕しちゃう♥超最新やみつきエステ（4月10日）
- 人生初・トランス状態 激イキ絶頂セックス（5月13日）
- 今回限り豪華共演作品 あやみ旬果&長谷川るい 〜プレステージ的・美少女姉妹フルコース〜（6月10日）
- 長谷川るいの、いっぱいコスって萌えてイこう!（6月19日）
- 天然成分由来 長谷川るい汁120％（7月10日）
- プレステージ夏祭 2015 日焼けトランス（8月11日）
- 女子マネージャーは、僕達の性処理ペット。 011（9月10日）
- 長谷川るいの極上筆おろし（10月10日）
- 風俗タワー 性感フルコース 3時間SPECIAL（11月11日）
- 絶頂ランジェリーナ 7（12月10日）

2016
- 長谷川るい 8時間 BEST PRESTIGE PREMIUM TREASURE VOL.01（1月1日）※総集編
- 僕のセフレは同じ高校に通う姉（1月9日）
- 48時間耐久連続巨根アクメ（2月10日）
- 彼女のお姉さんは、誘惑ヤリたがり娘。（3月2日）
- NEW WATER POLE（4月9日）
- 長谷川るいドッキリSP 専属女優・長谷川るいを即ハメドッキリでイカせちゃいます!!（5月10日）
- ボクを好き過ぎるボクだけの長谷川るい（6月10日）
- スポコス汗だくSEX4本番! 体育会系・長谷川るい（7月15日）
- 濃厚密写 接写エロティシズム3本番（11月18日）
- 風紀委員長のお仕事。（12月16日）

### イメージビデオ
- シルキーヌード 美少女の裸体（2015年12月28日、INTEC inc）
- Rui Colorful Rui Box・長谷川るい（2016年5月5日、REbecca）

### 写真集
- るいぽん（2016年11月18日、双葉社、撮影：野澤亘伸）ISBN 978-4575311976[4]

## 出演
- Sweet Angel #56（2015年9月25日（初回放送日）、MONDO TV）
- マスカットナイト (2016年12月1日 - 2017年3月30日 、テレビ東京）